# سیارک ۲۳۰۴۷
سیارک ۲۳۰۴۷ (به انگلیسی: 23047 Isseroff، نامگذاری:1999XS28) بیست و سه هزار و چهل و هفتمین سیارک کشف شده‌است که در ۶ دسامبر ۱۹۹۹ کشف شد.
قدر مطلق سیارک برابر ۱۷.۰ است.